# 테러 지원국

미국
테러 지원국

테러 지원국(영어: State Sponsors of Terrorism, 문화어: 테로 지원국)은 미국 국무부가 "국제 테러 행위에 반복적으로 지원을 제공한 국가"로 규정된 국가들을 말한다. 1979년 12월 29일에 처음 발표된 목록에는 리비아, 이라크, 남예멘 그리고 시리아가 포함되어 있었다.

## 현재 포함된 국가 목록

### 이란
1984년에 추가되었다. 이란은 레바논의 헤즈볼라, 팔레스타인 가자지구의 하마스와 팔레스타인 이슬람 성전 운동, 예멘의 후티 반군, 이라크의 카타이브 헤즈볼라, 하라카트 헤즈볼라 알누자바, 아사이브 알 하크, 바레인의 알 아쉬타르 여단 및 알 무크타르 여단, 시리아의 뱌샤르 알 아사드 지원 민병대 등 테러조직을 지원한 혐의가 있다.

### 시리아
1979년 12월 29일에 추가되었다.

### 조선민주주의인민공화국
1988년에 테러 지원국에 추가되었는데 일본 적군파 단원에게 도피처를 제공한데다가 대한민국과 관련하여 아웅산 묘역 테러 사건과 대한항공 858편 폭파 사건 등의 테러를 일으킨 것이 그 사유였다.
그리고 몇몇 좌익 테러 단체를 지원했다는 이유로 테러 지원국 명단에 계속 포함되었으나 명단 유지에 대한 실효성에 대해 의문이 제기되었다. 
2008년 1월 조지 W. 부시 미국 대통령은 조선민주주의인민공화국을 테러 지원국 명단에서 삭제할 것이라고 발표했으며 6자 회담에 따른 이행으로 조선민주주의인민공화국이 핵신고를 하고 핵무기 개발을 하지 않을 것을 확인하면서 그 해 10월 테러 지원국 명단에서 공식적으로 삭제했다.
그러나 버락 오바마 정권 출범 이후 조선민주주의인민공화국이 약속 사항을 제대로 이행하지 않는데다가 천안함 사태, 연평도 포격 사건, 무기 판매 의혹 등으로 테러 지원국으로 재지정해야 한다는 목소리도 나오고 있다. 
2017년 미국 의회에서도 김정남 암살사건 계기로 재지정을 해야 하는 목소리를 높이고 있으며 이후 오토 웜비어 사망 사건 및 여러 사건이 터지자 2017년 11월 21일에 다시 추가되었다.

### 쿠바
쿠바는 라틴아메리카와 아프리카의 혁명 운동에 지원을 계속한 역사를 지니고 있던 국가로 미국과의 재수교와 관계 개선 발표로 2015년 공식 해제되었다가 2021년 1월 11일 트럼프 정부가 재지정하였다.

## 제외된 국가

### 리비아
리비아는 오랫동안 많은 테러 지원 의혹으로 제재의 대상이 되던 국가로 1979년 처음으로 테러 지원국으로 지정되어 계속 유지되었나 미국과의 관계 개선과 핵무기 개발 포기 선언으로 2006년 해제되었다.

### 이라크
이라크는 1979년 처음으로 테러 지원국으로 지정되었다가 1982년 이란-이라크 전쟁으로 미국이 이라크를 지원하면서 해제했으나 1990년 이라크가 쿠웨이트를 불법 침공하자(걸프 전쟁) 재지정되었다가 2003년 이라크 전쟁으로 사담 후세인이 축출된 후 해제되었다.

### 남예멘
남예멘(예멘 인민 민주 공화국)은 좌익 세력에 대한 무기 지원 의혹으로 1979년 처음으로 테러 지원국으로 지정된 국가였으나 1990년 북예멘(예멘 아랍 공화국)과의 통일로 해제되었다.

### 수단
수단은 알카에다 (Al-Qaeda), 탈레반 (Taliban), 헤즈볼라 (Hezbollah), 하마스 (HAMAS), 팔레스타인 이슬람 성전 운동 (Palestinian Islamic Jihad), 아부 니달 기구 (Abu Nidal Organization), 이집트 자마트 알 이슬라미야 (Egyptian Jaamat al-Islamiyya), 이집트 이슬람 성전 (Egyptian Islamic Jihad), 알제리 이슬람 구원 전선 (Islamic salvation front of Algeria) 등을 지원한 이유로 1993년에 추가되었다. 수단의 독재자였던 오마르 알바시르의 퇴진 이후 2020년 12월 14일부로 해제되었다.

## 추가 지정
러시아
우크라이나가 러시아를 테러 지원국으로 지정해달라고 미국에 요청한 적이 있었으나, 조 바이든 미국 대통령 등 백악관에 의해 러시아에 대한 테러 지원국 지정을 요청했던 우크라이나에서의 관련 제안이 거절된 것으로 드러나고 있다.

## 같이 보기
- 악의 축